# Tracie Ruiz
Tracie Lehuanani Ruiz-Conforto (Honolulu, 4 februari 1963) is een Amerikaanse synchroonzwemster. Ze won twee gouden en één zilveren medaille op de Olympische Zomerspelen. Daarnaast won ze twee medailles op wereldkampioenschappen en drie gouden medailles op de Pan-Amerikaanse Spelen.
In 1993 werd Tracie Ruiz opgenomen in de International Swimming Hall of Fame (ISHOF).

## Persoonlijk leven
In juni 1985 huwde ze Michael Anthony Conforto, een voormalig footballspeler die haar hielp met trainen naar aanloop van de Olympische Spelen. Hun zoon Michael is een professioneel baseballspeler voor de New York Mets.

## Erelijst
Olympische Spelen
- 1984, Solo
- 1984, Duet
- 1988, Solo

1984: Tracie Ruiz ·
1988: Carolyn Waldo ·
1992: Kristen Babb-Sprague, Sylvie Fréchette
1984: Candace Costie, Tracie Ruiz ·
1988: Michelle Cameron, Carolyn Waldo ·
1992: Karen Josephson, Sarah Josephson ·
2000: Olga Broesnikina, Maria Kiseljova ·
2004: Anastasia Davydova, Anastasia Jermakova ·
2008: Anastasia Davydova, Anastasia Jermakova ·
2012: Natalja Isjtsjenko, Svetlana Romasjina ·
2016: Natalja Isjtsjenko, Svetlana Romasjina ·
2020: Svetlana Kolesnitsjenko, Svetlana Romasjina  ·
2024: Wang Qianyi, Wang Liuyi
1973: Teresa Andersen ·
1975: Gail Buzonas ·
1978: Helen Vanderburg ·
1982: Tracie Ruiz ·
1986: Carolyn Waldo ·
1991: Sylvie Fréchette ·
1994: Becky Dyroen-Lancer ·
1998:  Olga Sedakova ·
2001: Olga Broesnikina ·
2003: Virginie Dedieu ·
2005: Virginie Dedieu